# Foxi Kéthévoama
Foxi Kéthévoama (Bangui, República Centroafricana; 30 de mayo de 1986) es un futbolista de la República Centroafricana que juega en la posición de centrocampista y que actualmente milita en el Balıkesirspor de la TFF Primera División de Turquía.

## Carrera

### Club
| Periodo   | Club                 |
| --------- | -------------------- |
| 2004-2005 | USCA Bangui          |
| 2005-2006 | FC 105 Libreville    |
| 2006–2007 | Diósgyőri VTK        |
| 2007–2010 | Újpest FC            |
| 2010–2012 | Kecskeméti TE        |
| 2012      | → FC Astana (cedido) |
| 2013–2015 | FC Astana            |
| 2016      | Gaziantep FK         |
| 2016–     | Balıkesirspor        |

### Selección nacional
Debutó con República Centroafricana en 2010 y su primer gol lo anotó el 2 de junio de 2012 en la victoria por 2-0 ante Botsuana en la clasificación para la Copa Mundial de Fútbol de 2014, siendo la primera victoria de República Centroafricana en un partido de eliminatoria mundialista.
Actualmente es el jugador con más partidos y más goles con la selección nacional.

## Logros
- NBII: 1

2007/08
- Liga Premier de Kazajistán: 2

2014, 2015
- Copa de Kazajistán: 1

2012
- Supercopa de Kazajistán: 1

2015
- Campeón del mundo en Dvadi 1

2023